# Equità
L'equità, in diritto, è un criterio di giudizio talvolta ammesso dalla legge. Essa consente al giudice o all'arbitratore, una decisione svincolata dall'applicazione di una norma astratta, ed elaborata invece nella sua coscienza, nel cosiddetto giudizio secondo equità, in latino giuridico, ex aequo et bono oppure ex bono et aequo. Il giudizio per equità può essere stabilito per legge o dalle parti anche nel cosiddetto giudizio arbitrale.

## Descrizione
Si distinguono due specie di equità:
- l'equità integrativa ha ambito limitato, e permette al giudice solo di specificare la portata di alcune norme (ad es., determinare l'ammontare di un'indennità);
- l'equità sostitutiva permette invece proprio di superare il dettato di una regola astratta, sostituita da un'altra regola che viene creata e applicata dal giudice in riferimento al caso concreto (non è detto, peraltro, che questa nuova regola contraddica quella prevista in astratto dal legislatore).

In quest'ultimo senso, l'equità trova il suo fondamento nella considerazione del rilievo socioeconomico, oltre che giuridico, di una controversia. La rigida applicazione della legge astratta a tutti gli infiniti possibili casi della vita reale potrebbe infatti determinare, nella singola ipotesi, situazioni di sostanziale ingiustizia; per questo motivo, a date condizioni, il legislatore permette al giudice di creare e applicare una regola ad hoc. La dottrina parla perciò dell'equità come di "giustizia del caso singolo" o, meglio, "regola di giudizio del caso singolo".
Il concetto di equità ha anche assunto un significato speciale nella filosofia del diritto come categoria fondamentale per la costruzione del punto di vista giuridico sulla valutazione dei fatti. In particolare essa è concepita come criterio per stabilire un equilibrio (equilibrio equitativo) tra interessi di carattere morale e interessi utilitaristici, nei quali vanno compresi quelli che assicurano le esigenze di tutela di obbiettivi pubblici.

## Nel mondo
L'articolo 38, comma 2 dello statuto della Corte Internazionale di Giustizia prevede che quest'organo possa emettere un giudizio d'equità se lo accettano entrambe le parti in causa. Dal 2007 non è mai avvenuto.

## Italia
Perché il ricorso all'equità sia possibile si richiede però:
- che si tratti di un giudizio davanti al giudice di pace per controversie di valore non superiore a 1.100 euro (salvo quelle derivanti da rapporti giuridici relativi a contratti conclusi secondo le modalità di cui all'art. 1342 del codice civile; art. 113 del codice di procedura civile),
- oppure che le parti, concordemente, attribuiscano al giudice il potere di decidere secondo equità; in questo caso, la controversia deve tuttavia vertere su diritti disponibili (art. 114 c.p.c.).

## Nel diritto canonico della Chiesa cattolica

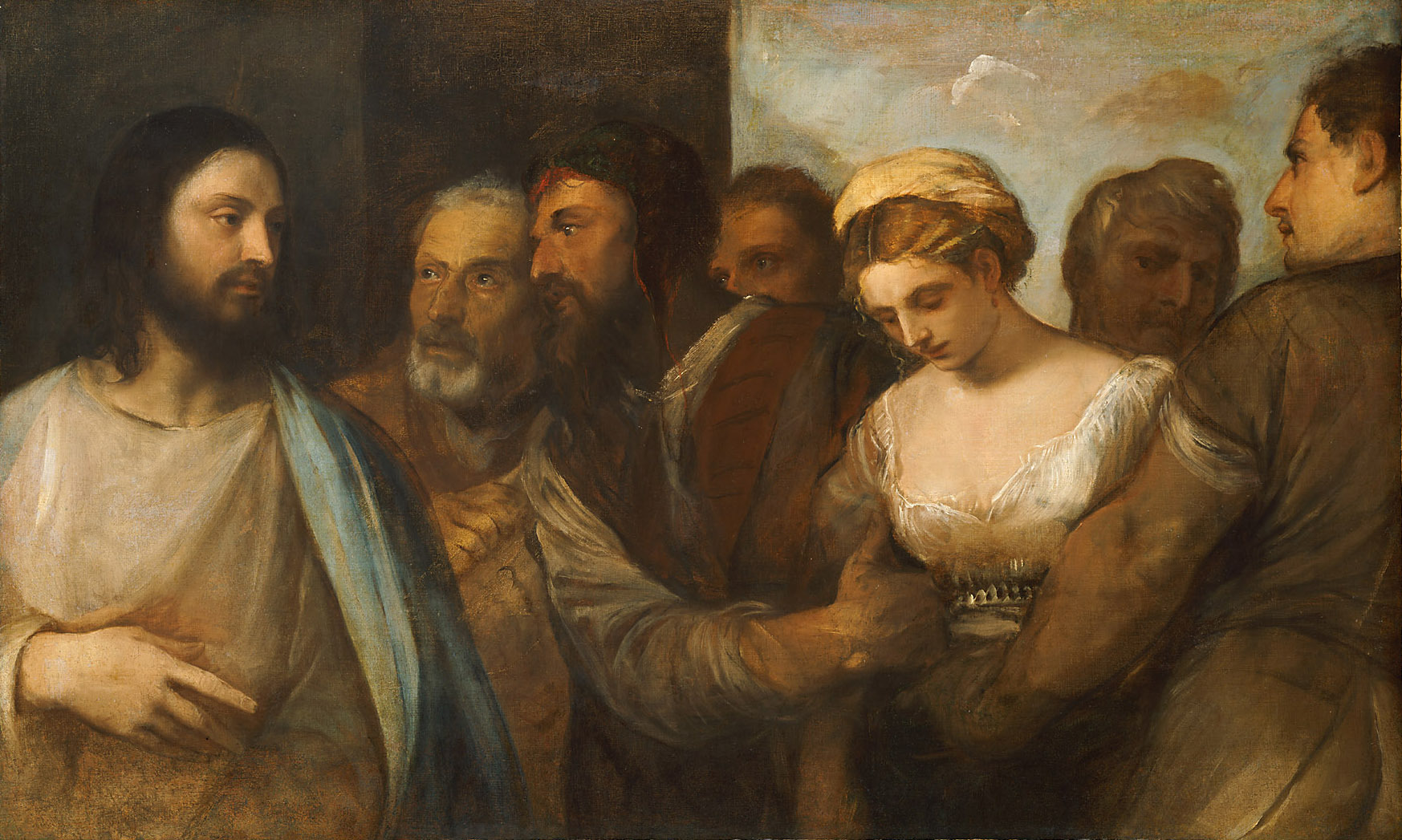
Pericope dell'adultera, dipinto di Tiziano (1512/1515), Kunsthistorisches Museum, Vienna)

Affinché l'obiettivo ultimo del diritto canonico, ovvero la salvezza dell'anima, possa essere perseguito si è da sempre osservato che siano necessarie soluzione specifiche e flessibili meno formali rispetto a quelle tipiche dei diritti laici. Questa esigenza si è concretizzata nel principio dell'equità (aequitas canonica), già conosciuto nel diritto romano, ma le cui origini si possono trovare fin dalla filosofia greca. L'equità canonica prevede la possibilità di adeguare le norme di legge al caso particolare, allo scopo di attenuare, in alcuni casi, la severità del diritto positivo per perseguire un fine considerato più importante. Il rapporto che intercorre tra il principio di equità e quello di giustizia è stato affrontato dai tempi dei padri della Chiesa con sant'Agostino, che riteneva che non fossero in competizione.  Alcuni secoli dopo, Isidoro di Siviglia asserì che fossero addirittura due principii sovrapponibili, mentre Graziano nel XII secolo interpreta l'episodio di Gesù e l'adultera come un'applicazione dell'equità sopra la legge mosaica. Gesù perdonando l'adultera tempera la legge positiva per perseguire il fine più elevato dell'amore. Lo stesso papa Innocenzo III, tra i pontefici più potenti e autorevoli, non manca di invitare ad agire e a giudicare in base all'equità, in quanto unico criterio sicuro in grado di sopperire alle eventuali lacune o errori della legge positiva. Per Giovanni Teutonico (nella sua glossa ordinaria al Decretum) «il giudice
[canonico] deve preferire la misericordia al rigore».
Da questi primi ideali di effettiva giustizia, perseguibile attraverso l'applicazione dell'equità, con lo sviluppo del diritto canonico l'equità divenne un principio generale e una delle basi dell'ordinamento della Chiesa cattolica fino ad essere talvolta considerata addirittura una fonte di diritto. Ad esempio, nel codice del 1983 troviamo al Canone 221, paragrafo 2 disposto che «i fedeli hanno diritto [...] di essere giudicati secondo le disposizioni di legge, da applicare con equità», mentre nel codice mentre nel codice dei canoni delle Chiese orientali il canone l'equità è menzionata al canone 1501 («[...] i principi generali del diritto canonico osservati con equità, [...]»).
Nonostante sia quindi un principio oramai proprio del diritto canonico, per via della sua portata e delle sue conseguenze, l'equità è «oggi considerata dai più uno dei concetti più tormentati e dai contorni più incerti che il panorama giuridico ci offre».